# Катарджу, Барбу
Барбу Катарджу (рум. Barbu Catargiu; 26 октября 1807, Бухарест, княжество Валахия — 20 июня 1862, Бухарест, Объединённое княжество Валахии и Молдавии) — румынский государственный и политический деятель, первый премьер-министр и министр финансов Объединённого княжества Молдавии и Валахии, журналист. Жертва политического убийства.

## Биография
С 1825 по 1834 год жил за границей, изучал право, историю и философию в Париже. Вернувшись в Валахию, активно занимался политической деятельностью, был членом Ассамблеи Валахии. Противник насилия и вооружённого переворота, во время революции 1848—1849 годов путешествовал за границей, работая в качестве журналиста.
После Весны народов, вернулся на родину. Будучи консервативным политиком, считал, что только эволюционный путь, а не революция, является лучшим способом модернизации управления государством и возможностью для объединения неокрепшей ещё Румынии. Он также выступал за аристократическую республику с властью бояр.
Прекрасный оратор, он быстро завоевал признание и стал лидером Консервативной партии. Александр Иоанн I Куза назначил его министром финансов Объединённого княжества Молдавии и Валахии.
15 февраля 1862 года Барбу Катарджу был приведён к присяге на должность первого в истории Румынии Премьер-министра Объединённого княжества Молдавии и Валахии.
Вступив должность премьера, Барбу Катарджу попытался провести ряд реформ, в том числе, экономических. Благодаря его стараниям, были приняты законы о сельскохозяйственном налоге и налоге на содержание дорог и мостов. Среди нереализованных, остались его планы по предоставлении концессии на постройку первой в Румынии железной дороги.
Самым главным стремлением правительства Барбу Катарджу было проведение сельскохозяйственной реформы. Проект Катарджу предусматривал, что крестьяне должны будут получить небольшие земельные наделы, при чём, в аренду, а не в частную собственность. Эти планы вызвали недовольство как среди консерваторов, так и у либеральной оппозиции.
20 июня 1862 года Барбу Катарджу был застрелен в упор, когда выходил с заседании парламента. Убийца так и не был установлен. Убийство лишило Консервативную партию сильного лидера. В результате они быстро потеряли власть, а Б. Катарджу был заменён более прогрессивным политиком — Николае Крецулеску.
Несмотря на относительную непопулярность Б. Катарджу, на месте его гибели был установлен памятник, простоявший до 1984 года.